# Coelorinchus gormani
Coelorinchus gormani är en fiskart som beskrevs av Akitoshi Iwamoto och Graham 2008. Coelorinchus gormani ingår i släktet Coelorinchus och familjen skolästfiskar. Inga underarter finns listade i Catalogue of Life.